# グリーンランド関係記事の一覧
グリーンランド関係記事の一覧（グリーンランドかんけいきじのいちらん）は、グリーンランドに関する記事を一覧としてまとめたものである。

## あ行
- 赤毛のエイリーク
- アシアート
- イヌイット語
- イヌイット友愛党
- イルリサット
- ウェスト・グリーンランド・ドッグ（犬種、絶滅）
- ウマナック
- エア・グリーンランド
- 欧州諸共同体からのグリーンランド脱退
- 王立グリーンランド貿易会社

## か行
- カコトック
- カラーリット
- カンガートシャク
- カンゲルルススアーク
- カンゲルルススアーク空港
- カーナーク
- キビヤック
- クヌート・ラスムッセン（極地探検家）
- クヌート・ラスムッセン氷河
- クーピク・クライスト（政治家、首相）
- グリーンランド
- グリーンランド海
- グリーンランド語
- グリーンランド国際サンタクロース協会
- グリーンランド人のサガ
- グリーンランド大学
- グリーンランド・ドッグ（犬種）
- グリーンランドの音楽
- グリーンランドの首相
- グリーンランドの旗
- グリーンランドの歴史

## さ行
- サカク文化
- サッカーグリーンランド代表
- サリスベリー氷河
- スクレリング
- 祖国よ、汝はいと星霜重ねり（グリーンランドの国歌）

## た行
- タシーラク
- チャンパーリン氷河
- チューレ空軍基地
- デンマークの植民地
- チューレ空軍基地米軍機墜落事故
- ディスコ湾
- デービス海峡
- デンマーク海峡

## な行
- ナルサルスアーク
- ナルサーク
- ヌーク
- ヌーク空港
- ヌナタク
- ネアズ海峡
- ノード (グリーンランド)（軍事基地）

## は行
- バフィン湾
- ハラルド・モルトケ氷河
- ハンス・エノクセン（政治家、首相経験者）
- 氷晶石（グリーンランドで主に算出される鉱物）
- フランクリン島
- 北東グリーンランド国立公園
- 北極海会議

## ま行
- マニートソック

## や行
- ヤコブスハブン氷河

## ら行
- レイフ・エリクソン

## 記号・英数字
記号
- .gl（グリーンランドの国別コードトップレベルドメイン）

数字
A-Z
- ISO 3166-2:GL（行政区分コード）